# Tessenderlo-Ham
Tessenderlo-Ham (Limburgisch: Loei-Ham) ist eine Gemeinde in der Provinz Limburg in der Region Flandern in Belgien. Am 1. Januar 2025 fusionierte die Gemeinde Tessenderlo mit der Nachbargemeinde Ham zur neuen Gemeinde Tessenderlo-Ham.

## Bauwerke
- Sint Martinuskerk, katholische Pfarrkirche mit bedeutendem spätgotischen Lettner.
- Onze Lieve Vrouw Geboortekerk, Kirche in Osthammit dem ältesten Kirchturm Belgiens, dessen älteste Teile aus dem 10. Jahrhundert stammen.

## Söhne und Töchter der Stadt
- Bob Verbeeck (* 1960), Mittel- und Langstreckenläufer
- Kate Ryan (* 1980), Sängerin